# Hermann Anthony Cornelius Weber

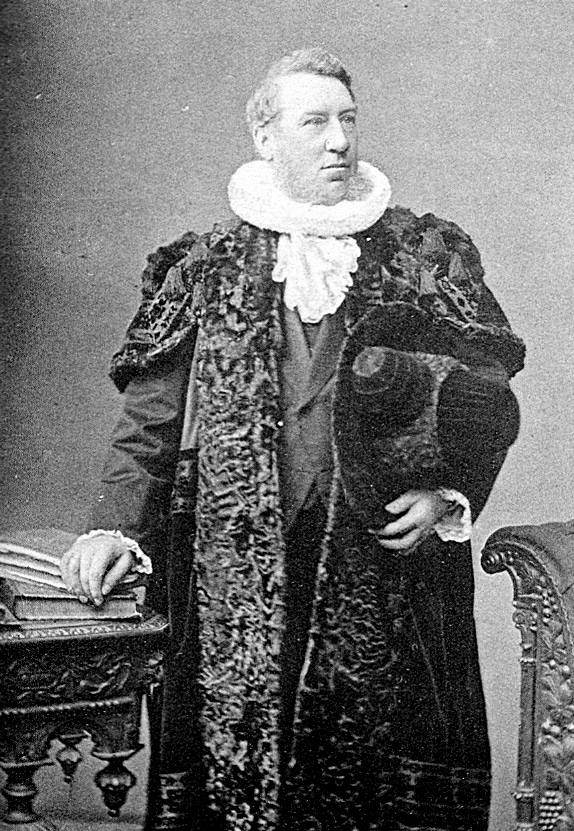
Bürgermeister Weber

Hermann Anthony Cornelius Weber (* 17. Dezember 1822 in Hamburg; † 9. September 1886 in Othmarschen bei Altona) war ein Hamburger Senator und Bürgermeister. 

## Herkunft
Webers Familie stammt ursprünglich aus Bielefeld. Sein Vater David Friedrich Weber gründete 1811 zusammen mit dem Vater von Carl Woermann in Bielefeld das Geschäft Woermann und Weber, das sich mit Leinenhandel befasste. 1814 siedelte er nach Hamburg und trennte sich von seinem Kompagnon, der ebenfalls nach Hamburg zog. David Friedrich Weber gründete eine Firma, die erfolgreich mit Südamerika handelte. Die Schwester von Hermann Anthony Cornelius Weber heiratete Carl Woermann. Ein jüngerer Bruder war der Kaufmann und Konsul Eduard Friedrich Weber.

## Leben und Politik
Hermann Anthony Cornelius Weber wuchs in Hamburg und Lübeck auf. Er besuchte das Katharineum zu Lübeck bis zum Abitur Ostern 1843 und studierte Rechtswissenschaften in Bonn, Berlin und Heidelberg. Nachdem er in Heidelberg am 19. Dezember 1846 zum Dr. jur. promoviert wurde, ließ er sich in Hamburg als Anwalt nieder. Kurze Zeit später heiratete er 1850 Luise (1830–1906) geb. Vorwerk, eine Tochter des Kaufmanns Georg Friedrich Vorwerk. Weber wurde 1859 zum Handelsrichter gewählt. Außerdem erhielt er im selben Jahr ein Sitz in der Hamburgischen Bürgerschaft. Am 17. Dezember 1860 wurde er in den Hamburger Senat gewählt, dem er bis zu seinem Tode angehörte. Er war als Senator hauptsächlich für die Hamburger Justizverwaltung verantwortlich, die er maßgeblich reformierte.  Weber war neben Carl Friedrich Petersen und Gustav Heinrich Kirchenpauer einer der einflussreichsten Senatoren. 
Er wurde für das Jahr 1876 zum zweiten Bürgermeister gewählt, ein Amt, das er auch in den Jahren 1878, 1881 und 1884 bekleidete. Als Erster Bürgermeister amtierte Weber in den Jahren 1879, 1882 und 1885. Er ließ sich in Amtstracht von Hermann Steinfurth porträtieren. Sein Nachfolger wurde Johann Otto Stammann. Weber starb in seinem Haus an der Elbchaussee.